# باب المحروق
باب المحروق (أو باب الشريعة قديما) هو أحد أهم أبواب سور فاس التاريخية، وتُعد البوابة الرئيسية لفاس البالي من الجهة الشمالية الغربية.
يفيد أحد الباحثين، أن هذا الباب كان يخرج منه مؤسسه الخليفة الموحدي محمد الناصر إلى قصبة شراردة وظهر الخميس، وأطلق عليه اسم باب الشريعة قبل أن يشتهر تحت هذا تسمية لتزامن بنائه مع انتهاء ثورة العبيدي، الذي سيق إلى فاس وقتل ثم علق رأسه على الباب وأحرق شلوه.

## هوامش
1. ↑  أبواب فاس تروي تاريخها في صمت.. معالم أثرية تبرز براعة ومهارة الصانع المغربي وذوقه الفني والمعماري نسخة محفوظة 12 مايو 2017 على موقع واي باك مشين.